# أمير أباد (مزرعة نو)
امیر أباد (بالفارسية: امیرآباد) هي مستوطنة تقع في إيران في قسم مزرعة نو الريفي. يقدر عدد سكانها بـ 12 نسمة بحسب إحصاء 2016.